# イカルス (駆逐艦)
| 画像をアップロード | |
| 艦歴               | |
| 発注               | |
| 起工               | 1936年3月16日 |
| 進水               | 1936年11月26日 |
| 就役               | 1937年5月3日 |
| 退役               | 1946年8月29日 |
| その後             | 1946年にスクラップとして廃棄 |
| 除籍               | |
| 性能諸元           | |
| 排水量             | 基準 1,370トン、満載 1,888トン                                                                                                  |
| 全長               | 323 ft (98 m) |
| 全幅               | 33 ft (10 m) |
| 吃水               | 12.5 ft (3.8 m) |
| 機関               | アドミラリティ・ボイラー3基 パーソンズ式蒸気タービン2基2軸推進、34,000 shp                                                      |
| 最大速             | 35.6ノット |
| 乗員               | 145名 |
| 兵装               | 119mm(4.7 in) Mark IX 単装砲（CP Mk.XVIII 砲塔）4基 4連装 QF 0.5インチ 20 cwt Mk.I 対空砲 2基 533mm（21 in）5連装魚雷発射管 2基 |
| モットー           | Bene eat tentare ("It is as well to try")                                                                                       |

イカルス (HMS Icarus, D03) は、1936年進水のイギリス海軍の駆逐艦。I級。

## 艦歴
1936年3月16日起工。同年11月26日進水。1937年5月3日就役。
第二次世界大戦開戦時は地中海に在り、1939年9月にギリシャ商船と衝突して損傷した。修理後本国艦隊へ移り、11月29日にはドイツ潜水艦「U35」を沈めた。
1940年4月、ノルウェー沿岸への機雷敷設作戦（ウィルフレッド作戦）に参加。そして、その後もノルウェーでの作戦に従事。次いでダイナモ作戦に投入される。
ダイナモ作戦後は1941年4月まで機雷敷設作戦に従事する。
1941年7月にキルケネスとペツァモに対する空襲（EF作戦）、8月にスピッツベルゲン島攻撃（ゴーントレット作戦）に参加。
1942年になるとソ連へ向かう船団およびソ連から戻る船団の護衛に投入された。イカルスはPQ2、QP2、PQ7、QP5、PQ12、PQ13、QP9、PQ16、QP12、QP15、JW51B、RA52、JW53、RA53船団の護衛に当たった。また、1942年6月と8月には「イカルス」は地中海でハープーン作戦およびペデスタル作戦に参加している。
RA53船団の護衛後も終戦まで主に船団護衛に従事し、戦後の1946年に「イカルス」はスクラップとなった。